# Two for the Road
Two for the Road is een Britse filmkomedie uit 1967 onder regie van Stanley Donen.

## Verhaal
Mark en Joanna waren ooit gelukkig getrouwd, maar na 12 jaar overwegen ze een scheiding aan te vragen. Mark wil dolgraag zijn vrijheid terug en ook Joanna ziet geen toekomst in hun huwelijk. Tijdens een reis wordt het voor de twee prima duidelijk wat ze met hun leven willen.

## Rolverdeling
| Acteur              | Personage         |
| ------------------- | ----------------- |
| Audrey Hepburn      | Joanna Wallace    |
| Albert Finney       | Mark Wallace      |
| Eleanor Bron        | Cathy Manchester  |
| William Daniels     | Howard Manchester |
| Gabrielle Middleton | Ruth Manchester   |
| Claude Dauphin      | Maurice Dalbret   |
| Nadia Gray          | Françoise Dalbret |
| Georges Descrières  | David             |
| Jacqueline Bisset   | Jackie            |
| Judy Cornwell       | Pat               |
| Irène Hilda         | Yvonne de Florac  |
| Dominique Joos      | Sylvia            |